# Claudio Mezzadri
Claudio Mezzadri (* 10. června 1965, Locarno, Švýcarsko) je bývalý švýcarský profesionální tenista, reprezentant Švýcarska v Davisově poháru. Ve své kariéře vyhrál na okruhu ATP World Tour jeden turnaj ve dvouhře a 4 turnaje ve čtyřhře. Nejvýše byl ve dvouhře umístěn na 26. místě a ve čtyřhře na 26. místě žebříčku ATP.

## Finálové účasti na turnajích ATP World Tour (11)
| Tituly dle povrchu   |
| -------------------- |
| tvrdý (0–0 D; 2–1 Č) |
| tráva (0–0 D)        |
| antuka (1–1 D)       |
| koberec (0–0 D)      |

### Dvouhra: 2 (1–1)
| Stav      | Č. | Datum          | Turnaj            | Povrch | Soupeř ve finále   | Výsledek finále |
| --------- | -- | -------------- | ----------------- | ------ | ------------------ | --------------- |
| Vítěz     | 1. | 14. září 1987  | Ženeva, Švýcarsko | antuka | Tomáš Šmíd         | 6–4, 7–5        |
| Finalista | 1. | 4. května 1992 | Charlotte, USA    | antuka | MaliVai Washington | 3–6, 3–6        |

### Čtyřhra: 9 (4–5)
| Stav      | Č. | Datum         | Turnaj          | Povrch | Partner        | Soupeř ve finále          | Výsledek finále |
| --------- | -- | ------------- | --------------- | ------ | -------------- | ------------------------- | --------------- |
| Finalista | 1. | 24. únor 2008 | Palermo, Itálie | antuka | Gianni Ocleppo | Paolo Canè Simone Colombo | 5–7, 3–6        |